# Кейнфилд
Кейнфилд (англ. Canefield) — город на западном побережье Доминики, крупнейшее поселение в приходе Сент-Пол. На 2001 год, в Кейнфилде жило 2803 человека.
Город расположен к северу от Розо и к югу от Мэссакра. Город выходит на залив Принглс. В Кейнфилде расположен аэропорт Кейнфилд-Розо, который обслуживает как и сам Кейнфилд, так и столицу, а также является вторым аэропортом в стране, после аэропорта Дуглас-Чарльз на северо-востоке острова.
В Кейнфилде расположен офис и магазин компании по производству краски Harris Paints Dominica Ltd. и церковь Свидетелей Иеговы.

## География и климат
Кейнфилд расположен в 3,3 км к северу от Розо, столицы Доминики. Ландшафт вокруг Кейнфилда в основном холмистый, но на северо-западе города он более плоский. Сам город расположен на высоте в 19 м, а высочайшая точка в окружностях города имеет высоту в 300 м и расположена в 1 км к северо-востоку от города.

### Климат
Согласно классификации климатов Кёппена, в Кейнфилде — муссонный климат (Am).
Среднегодовая температура — 27 °C. Самые тёплые месяцы — июнь, июль и август (28,5 °C). Самые холодные месяцы — январь и февраль (25,5 °C).
Среднегодовое количество осадков — 1868 мм. Самый влажный месяц — август (266 мм), а самый засушливый — март (50 мм).
| Показатель                             | Янв. | Фев. | Март | Апр. | Май | Июнь | Июль | Авг. | Сен. | Окт. | Нояб. | Дек. |
| -------------------------------------- | ---- | ---- | ---- | ---- | --- | ---- | ---- | ---- | ---- | ---- | ----- | ---- |
| Средний суточный максимум, °C          | 29   | 29   | 30   | 30   | 31  | 32   | 32   | 32   | 32   | 32   | 31    | 30   |
| Средняя температура, °C                | 25,5 | 25,5 | 26,5 | 26,5 | 28  | 28,5 | 28,5 | 28,5 | 28   | 28   | 27,5  | 26,5 |
| Средний суточный минимум, °C           | 22   | 22   | 23   | 23   | 25  | 25   | 25   | 25   | 24   | 24   | 24    | 23   |
| Источник: The Titi Tudorancea Bulletin |      |      |      |      |     |      |      |      |      |      |       |      |